# Бои при Горахае
Бои при Горахае (ит. Gorrahei) — боевые действия южной группы итальянских войск генерала Родольфо Грациани на Огаденском фронте в октябре-ноябре 1935 года во время итало-эфиопской войны 1935-36 гг.
Южному (Сомалийскому) фронту итальянским командованием была поставлена вспомогательная задача, связанная со сковыванием наибольшего количества абиссинских сил и поддержкой наступательных действий северного фронта ударом в направлении на Харар, с тем чтобы оттуда стремиться к (соединению с группой войск Эритрейского фронта в районе Аддис-Абеба. На южном фронте, где по плану абиссинцы решили обороняться, они имели некоторое численное превосходство над итальянцами.
В начале конфликта командующий южной Сомалийской группой Грациани мог рассчитывать на довольно небольшое количество личного состава в колонии по сравнению с тем, который был развернут в Эритрее, имея фактически 55 000 человек, из которых чуть менее половины были итальянцами. Однако развернутый контингент имел то преимущество, что он был чрезвычайно мобильным, оснащенным многочисленными грузовиками, легковыми автомобилями, танкетками, тягачами и прицепами.
Грациани полученную им задачу по обороне итальянского Сомали и сковыванию абиссинских войск южного фронта, имевшего протяжение до 700 км, разрешил наступательными действиями в октябре и ноябре 1935 т.
Вначале Грациани серией ограниченных наступлений оккупировал наиболее важные эфиопские гарнизоны вдоль границы. Несмотря на непрекращающиеся дожди, в течение трех недель к концу октября в руках итальянцев оказались Доло, Шилабо, Кэллафо, Герлогубе и Дагнерай, последний, размещенный на реке Уэби-Шабелле, после довольно ожесточенной перестрелки, разрешенной решительным вмешательством ВВС.
Затем применив мотомеханизированные и авиационные соединения, итальянцы глубоко вторглись в приграничную территорию Абиссинии, использовав два направления — вдоль речных долин южного склона Сомалийского хребта — по рекам Гэнале и Уэби-Шэбэлле. Итальянцы при занятии безводного приграничного района широко использовали автотранспорт для доставки воды и гидротехнику; вблизи Горахая была создана «фабрика воды», дававшая в день 100 000 литров фильтрованной воды.
Наступление двумя колоннами по 8000 человек продолжилось до 5 ноября, когда основной гарнизон, 3000 эфиопов, защищавший дорогу на Дагабур (Дэгэх-Бур) в Горахае был атакован итальянскими ВВС, которые обратили в бегство абиссинские войска, неспособные адекватно обороняться в отсутствие прикрытия с воздуха.
Заняв позицию, Грациани отправил летучую колонну под командованием полковника Пьетро Малетти вдоль реки Фафэн, чтобы преследовать и поймать бегущих эфиопов. Малетти догнал эфиопов, но 11 ноября в Хаманлее они повернули назад и контратаковали. Двухместные безбашенные танкетки L3/35, отправленные против противника, быстро увязли на пересеченной местности и были выведены из строя эфиопами, которые подкрались к ним и открыли огонь через бойницы в броне. Через несколько часов боя обе стороны отступили и заявили о своей победе.
Эта неудача ознаменовала кратковременный период итальянского наступления. К декабрю итальянцы вышли на линию Герлогубе, Горахай, Доло, имея против себя две абиссинские армии: раса Насибу, укрепившегося в зоне Caeca-Бане, Джиг-Джига, и раса Деста — в районе к северу от Доло. Малое количество воды на данных направлениях препятствовало этим силам абиссинцев предпринять широкие наступательные действия, с целью окружения противостоявших групп противника.
Итальянцы, закрепившись на достигнутых рубежах, не проявляли активности, так как в колониальных частях началось сильное брожение. Был ряд случаев массового дезертирства этих войск и перехода их на территорию Кении и британского Сомали. К декабрю инициатива на южном фронте перешла к эфиопам.